# 外ヶ浜町蟹田スキー場
外ヶ浜町蟹田スキー場（そとがはまちょうかにたスキーじょう）は、青森県外ヶ浜町のスキー場。外ヶ浜町スキー場設置及び管理に関する条例により設置された施設であるが、設備の老朽化等により2024年3月末で廃止となる。

## 歴史
1981年（昭和56年）に開設された。管理者は外ヶ浜町教育委員会。面積は2.6ヘクタールで、設備としてロープ塔1基がある。
設備の老朽化が進み、2020年度（令和2年度）には照明機器が故障してナイター営業が中止となった。
2023年から2024年シーズンは通常営業は行わず、小学校のスキー授業のみの対応とし、2024年3月末で廃止となる。